# Duklapass
Der Duklapass (slowakisch Dukliansky priesmyk, polnisch Przełęcz Dukielska, tschechisch Dukelský průsmyk) ist einer von mehreren die Slowakei mit Polen verbindenden Karpatenpässen.

## Lage

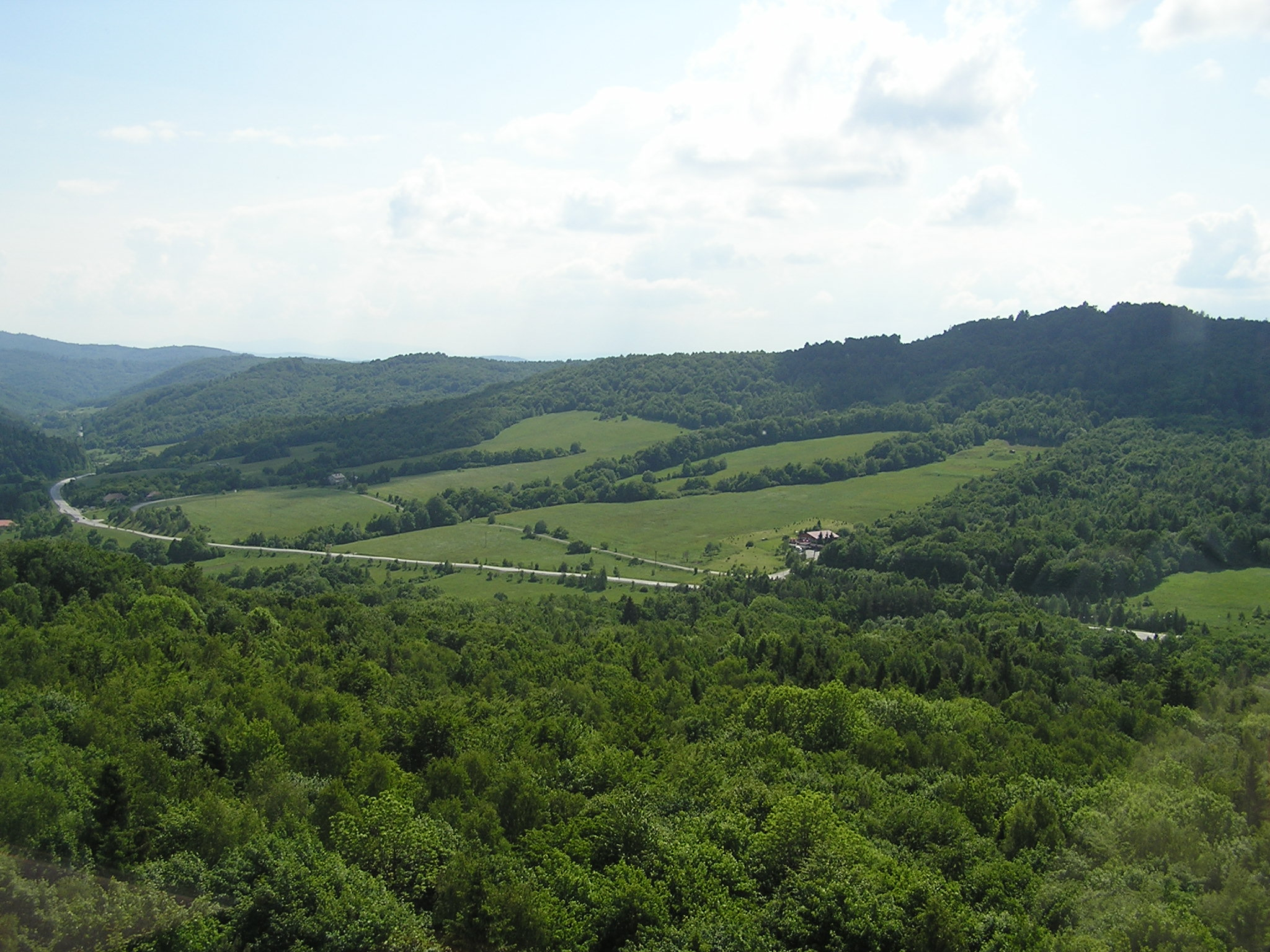
Die Passhöhe mit der Umgebung; die Slowakei links und im Hintergrund, Polen rechts

Der 502 Meter hohe Pass, welcher im Labortzer Bergland (Laborecká vrchovina) seinen Anfang nimmt, ist eine sanfte Einsattelung der Niederen Beskiden, die dem westlichen Teil der Karpaten nördlich vorgelagert sind. Auf der slowakischen Seite beginnt der eigentliche Anstieg im Okres Svidník nördlich der Gemeinde Vyšný Komárnik und auf polnischer Seite ist nach Barwinek, dem nächstliegenden Ort, die Kleinstadt Dukla Namensgeber der Passhöhe. Die Grenze zur Ukraine liegt weiter östlich.
Weitere in der Ukraine liegende Karpatenpässe sind der Uschok-Pass (853 m) und der Serednij Werezkyj-Pass (841 m).
Über den Duklapass führen die slowakische Cesta I. triedy 21 (I/21) sowie die polnische Droga krajowa 19 (DK19, bis 2014 Droga krajowa 9), beide Teil der E 371, dazu der Bergwanderweg Eisenach-Budapest und die europäischen Fernwanderwege E3 und E8. 
Der slowakische Wanderweg der Helden des SNP endet am Pass.

## Geschichte
Als einer der leichtesten Übergänge bot sich der Duklapass sowohl als alter Handelsweg an, aber auch als ein bevorzugtes Einfallstor für nach Westen strebende östliche Heere.
So zog 1849 ein russisches Heer unter Marschall Paskewitsch über den Pass, um sich an der Niederschlagung der Ungarischen Revolution zu beteiligen.
Im Ersten Weltkrieg war der Pass 1914/15 hart umkämpfter Teil einer statischen Frontlinie zwischen Österreich-Ungarn und Russland.
Im Zweiten Weltkrieg wurde er im September/Oktober 1944 im Zuge der Ostkarpatischen Operation durch die Rote Armee erobert und diente somit als Einfallstor für den Vorstoß auf Budapest und Wien.
Auf der Höhe des Duklapasses und auf slowakischer Seite findet man noch altes Kriegsmaterial, Spuren von Befestigungen, ein Gefallenendenkmal und einen Aussichtsturm.

## Trivia
Nach dem Duklapass bzw. der siegreichen Schlacht von 1944 wurden alle Armeesportklubs der ČSSR benannt, darunter Dukla Prag.

## Siehe auch

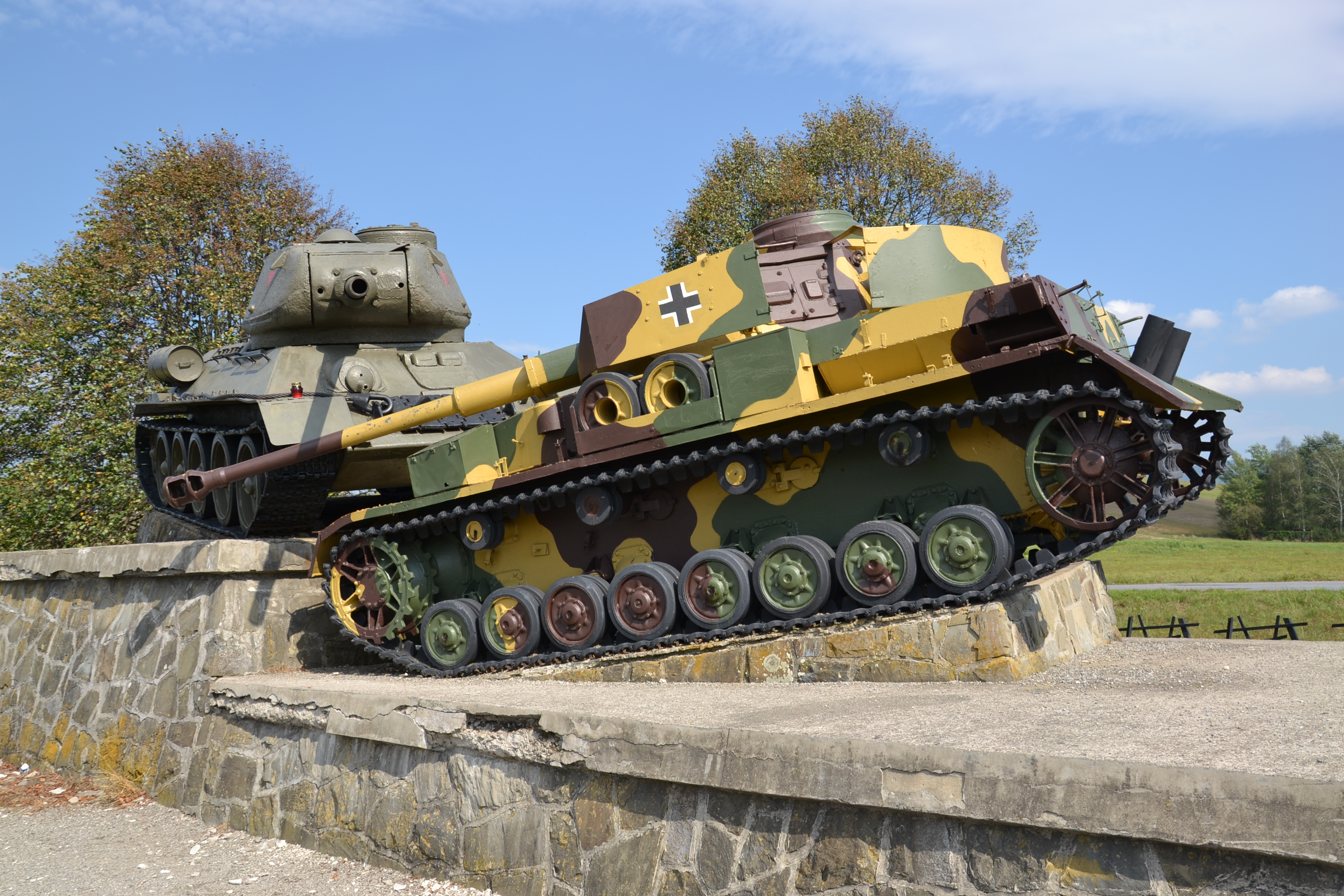
Gedenkstätte für den Zweiten Weltkrieg am Duklapass